# جان آدامز ۳۷۲۶
سیارک ۳۷۲۶ (به انگلیسی: 3726 Johnadams، نامگذاری:1981LJ) سه هزار و هفتصد و بیست و ششمین سیارک کشف شده‌است که در ۴ ژوئن ۱۹۸۱ کشف شد.
قدر مطلق سیارک برابر ۱۲٫۲۰ است.